# Vila Nova de Souto d'El-Rei
Vila Nova de Souto d'El-Rei é uma povoação portuguesa sede da Freguesia de Vila Nova de Souto d'El-Rei do Município de Lamego, freguesia com 8,79 km² de área e 728 habitantes (censo de 2021), tendo, por isso, uma densidade populacional de 82,8 hab./km².
Também designada por Arneirós, Arneiroz da Vinha ou Arneiroso, a freguesia foi criada em 1587. Foi elevada à categoria de vila e sede de concelho no século XVIII. Era constituído apenas por uma freguesia e tinha, em 1801, 764 habitantes. O município foi extinto em 1836.

## Demografia
A população registada nos censos foi:
| Distribuição da População por Grupos Etários | Distribuição da População por Grupos Etários | Distribuição da População por Grupos Etários | Distribuição da População por Grupos Etários | Distribuição da População por Grupos Etários |
| -------------------------------------------- | -------------------------------------------- | -------------------------------------------- | -------------------------------------------- | -------------------------------------------- |
| Ano                                          | 0-14 Anos                                    | 15-24 Anos                                   | 25-64 Anos                                   | > 65 Anos                                    |
| 2001                                         | 147                                          | 110                                          | 405                                          | 206                                          |
| 2011                                         | 117                                          | 88                                           | 382                                          | 237                                          |
| 2021                                         | 53                                           | 86                                           | 354                                          | 235                                          |

## Património
- Pelourinho de Vila Nova de Souto d'El Rei ou Pelourinho de Arneirós[7]

## Personalidades ilustres
- Visconde de Vila Nova de Souto d' El-Rei

## Aldeias
A freguesia de Vila Nova de Souto d'El-Rei é constituída por várias aldeias, entre as quais, Arneirós, Juvandes, Quintela, Lamelas e Póvoa.